# Carles Aleñá
Carles Aleñá Castillo, né le 5 janvier 1998 à Mataró, est un footballeur espagnol qui évolue au poste de milieu central au Deportivo Alavés.

## Biographie

### En club
Carles Aleñá rejoint La Masia, le centre de formation du FC Barcelone en 2005, alors qu'il est âgé de sept ans.
Il fait ses débuts avec le FC Barcelone B le 29 août 2015 en rentrant sur le terrain à la place de David Babunski lors d'un match de championnat de Segunda División B face au CF Pobla de Mafumet (en).
Le 24 novembre 2015, Aleñá marque un but spectaculaire face à l'AS Rome en UEFA Youth League.
Carles Aleñá débute en équipe première le 30 novembre 2016 face au Hércules d'Alicante en Coupe d'Espagne. Il marque un but lors de ce match.
Luis Enrique fait débuter Aleñá en première division espagnole le 2 avril 2017 face au Grenade CF en rentrant sur le terrain à la place d'Ivan Rakitić (victoire 4 à 1).
Le 28 juin 2017, il renouvelle son contrat jusqu'en 2020 avec une clause de départ de 75 millions d'euros.
Le 12 mai 2018, l'entraîneur Ernesto Valverde annonce qu'Aleñá jouera en équipe première à partir de la saison 2018-2019.
Le 2 juin 2018, il souffre une déchirure au tendon du biceps fémoral qui le laisse indisponible pendant environ trois mois.
Aleñá inscrit son premier but en Liga le 2 décembre 2018 pour un succès 2-0 contre Villarreal.
Le 4 décembre 2018, il est promu et rejoint définitivement l'équipe première à la suite de la blessure de Rafinha (rupture des ligaments croisés). Il arborera désormais le numéro 19.
Le 28 décembre 2019, il est prêté au Real Betis jusqu'à la fin de la saison contre 2 millions d'euros.
Le 6 janvier 2021, Aleña est prêté au Getafe CF pour le reste de la saison.

### En équipe nationale
Avec les moins de 17 ans, il participe au championnat d'Europe des moins de 17 ans en 2015. Lors de cette compétition, il est titulaire et joue cinq matchs. Il brille lors de la phase de groupe en marquant un but contre l'Autriche, puis en délivrant deux passes décisives contre la Bulgarie. Il est capitaine de la sélection espagnole lors de ce tournoi.
Avec les moins de 19 ans, il inscrit deux buts lors de matchs amicaux, contre la Géorgie et l'Italie. Il est également à plusieurs reprises capitaine de cette sélection.
Le 21 mars 2019, il reçoit sa première sélection avec les espoirs, lors d'une rencontre amicale face à la Roumanie (victoire 1-0).

## Statistiques
| Saison                | Club                  | Championnat           | Championnat | Championnat | Championnat | Coupe(s) nationale(s) | Coupe(s) nationale(s) | Coupe(s) nationale(s) | Supercoupe | Supercoupe | Supercoupe | Compétition(s) continentale(s) | Compétition(s) continentale(s) | Compétition(s) continentale(s) | Compétition(s) continentale(s) | Total | Total | Total |
| Saison                | Club                  | Division              | M.          | B.          | P.d.        | M.                    | B.                    | P.d.                  | M.         | B.         | P.d.       | Comp.                          | M.                             | B.                             | P.d.                           | M.    | B.    | P.d.  |
| 2015-2016             | FC Barcelone B        | Segunda División B    | 14          | 1           | 1           | -                     | -                     | -                     | -          | -          | -          | -                              | -                              | -                              | -                              | 14    | 1     | 1     |
| 2016-2017             | FC Barcelone B        | Segunda División B    | 29          | 3           | 8           | -                     | -                     | -                     | -          | -          | -          | -                              | -                              | -                              | -                              | 29    | 3     | 8     |
| 2017-2018             | FC Barcelone B        | LaLiga 2              | 38          | 11          | 4           | -                     | -                     | -                     | -          | -          | -          | -                              | -                              | -                              | -                              | 38    | 11    | 4     |
| 2018-2019             | FC Barcelone B        | Segunda División B    | 8           | 3           | 1           | -                     | -                     | -                     | -          | -          | -          | -                              | -                              | -                              | -                              | 8     | 3     | 1     |
| Sous-total            | Sous-total            | Sous-total            | 89          | 18          | 14          | 0                     | 0                     | 0                     | 0          | 0          | 0          | -                              | 0                              | 0                              | 0                              | 89    | 18    | 14    |
| 2016-2017             | FC Barcelone          | Liga                  | 3           | 0           | 0           | 1                     | 1                     | 0                     | -          | -          | -          | C1                             | -                              | -                              | -                              | 4     | 1     | 0     |
| 2017-2018             | FC Barcelone          | Liga                  | 0           | 0           | 0           | 3                     | 0                     | 0                     | -          | -          | -          | C1                             | -                              | -                              | -                              | 3     | 0     | 0     |
| 2018-2019             | FC Barcelone          | Liga                  | 17          | 2           | 0           | 7                     | 0                     | 0                     | -          | -          | -          | C1                             | 3                              | 0                              | 0                              | 27    | 2     | 0     |
| 2019-2020             | FC Barcelone          | Liga                  | 4           | 0           | 0           | -                     | -                     | -                     | -          | -          | -          | C1                             | 1                              | 0                              | 0                              | 5     | 0     | 0     |
| 2020-2021             | FC Barcelone          | Liga                  | 2           | 0           | 0           | -                     | -                     | -                     | -          | -          | -          | C1                             | 3                              | 0                              | 0                              | 5     | 0     | 0     |
| Sous-total            | Sous-total            | Sous-total            | 26          | 2           | 0           | 11                    | 1                     | 0                     | 0          | 0          | 0          | -                              | 7                              | 0                              | 0                              | 44    | 3     | 0     |
| 2019-2020             | Real Betis (prêt)     | Liga                  | 17          | 1           | 0           | 2                     | 0                     | 2                     | -          | -          | -          | -                              | -                              | -                              | -                              | 19    | 1     | 2     |
| 2020-2021             | Getafe CF (prêt)      | Liga                  | 9           | 1           | 2           | 0                     | 0                     | 0                     | -          | -          | -          | -                              | -                              | -                              | -                              | 9     | 1     | 2     |
| Sous-total            | Sous-total            | Sous-total            | 26          | 2           | 2           | 2                     | 0                     | 2                     | 0          | 0          | 0          | -                              | 0                              | 0                              | 0                              | 28    | 2     | 4     |
| Total sur la carrière | Total sur la carrière | Total sur la carrière | 141         | 22          | 16          | 13                    | 1                     | 2                     | 0          | 0          | 0          | -                              | 7                              | 0                              | 0                              | 161   | 23    | 18    |

## Palmarès

### En club
- FC Barcelone
  - Champion d'Espagne en 2019
  - Vainqueur de la Coupe d'Espagne en 2017 2018 et 2021